# Althing
Althing (islandsky Alþingi, „všeobecné shromáždění“) je islandský parlament. Spolu s faerským løgtingem a manským tynwaldem patří mezi nejstarší parlamenty na světě. Náčelníci vesnic, godové, se poprvé sešli na pláni, zvané Thingvelir (isl. Þingvellir, „sněmovní louka“) poblíž Reykjavíku již roku 930 a na tomto místě se sněmy konaly až do roku 1798. Shromáždění vykonávalo zákonodárnou a soudní moc na ostrově.
K omezení úlohy althingu došlo po připojení Islandu k Norsku v roce 1262. Přijaté zákony byly od té doby podmíněny souhlasem norské Koruny, která měla zároveň moc zákony diktovat bez ohledu na souhlas Islanďanů.
Faktické zrušení althingu jakožto zákonodárného sboru přišlo po připojení Norska k Dánsku roku 1397 (Kalmarská unie). Shromáždění od té doby vykonávalo pouze soudní pravomoc a přestalo být sněmem všech předáků z celého ostrova. V roce 1801 bylo úplně zrušeno. K formálnímu obnovení činnosti došlo v roce 1843, k prvnímu obnovenému zasedání o dva roky později. Tehdy měl 20 členů volených a 6 jmenovaných králem, který zároveň měl právo zákony vetovat. V roce 1881 byla dokončena budova Alþingishúsið v níž se konala zasedání obnoveného althingu, stojící v centru Reykjavíku.
Autonomie Islandu byla obnovena roku 1918 (ostrov se stal státem v rámci personální unie) přičemž althing získal zákonodárné právo. Ústava byla přijata v roce 1934. Počet poslanců i komor se od té doby mnohokrát změnil, stávající jednokomorový parlament se 63 členy je od roku 1991.
Z voleb v roce 2017 vzešla koalice Hnutí zelené levice, Nezávislé strany a Pokrokové strany. V roce 2021 koalice posílila, zejména pak posílila Pokroková strana.